# Coua crestat meridional
El coua crestat meridional (Coua pyropyga) és una espècie d'ocell de la família dels cucúlids (Cuculidae) que habita matolls, sabanes i boscos del sud-oest de Madagascar. Sovint és considerat una subespècie de Coua cristata.